# Hugo Strunz
Karl Hugo Strunz, kurz Hugo Strunz (* 24. Februar 1910 in Weiden in der Oberpfalz; † 19. April 2006 in Unterwössen), war ein deutscher Mineraloge, Hochschullehrer und Entwickler der modernen Klassifikation der Minerale (siehe auch: Systematik der Minerale nach Strunz in der 8. Auflage bzw. 9. Auflage).

## Ausbildung und Abschlüsse
Er war der Sohn eines Malermeisters. Nach Abschluss der Oberrealschule in Regensburg begann Hugo Strunz 1929 in München das Studium der Naturwissenschaften mit dem Schwerpunkt Mineralogie und erhielt 1933 seine Promotion zum Dr. der Philosophie an der Ludwig-Maximilians-Universität München. Zwei Jahre später erhielt er an der TH München seinen Doktorgrad in technischen Wissenschaften.
1937 kam Strunz an das Mineralogische Museum von Berlin, wurde Assistent von Paul Ramdohr (1890–1985) und habilitierte sich 1938.
Von 1939 bis zum Ende des Zweiten Weltkriegs lehrte er als Dozent für Mineralogie und Petrographie an der Friedrich-Wilhelm-Universität (seit 1946 Humboldt-Universität zu Berlin) in Berlin. Danach lehrte er an der Philosophisch-theologischen Hochschule in Regensburg Mineralogie und gründete dort ein Mineralogisch-Geologisches Institut, das später zum Staatlichen Forschungsinstitut für angewandte Mineralogie erweitert wurde.
1951 erhielt Strunz den Lehrstuhl für Mineralogie und Petrographie an der TU Berlin und errichtete dort in wenigen Jahren ein Mineralogisches Institut, in dem er bis zu seiner Emeritierung 1978 tätig war. In dieser Zeit entstanden über 200 Veröffentlichungen.
Strunz besuchte auf seinen mineralogischen Forschungsreisen die meisten Länder Europas und einige Länder Afrikas, darunter Madagaskar, Namibia, Simbabwe und Tansania.
Er war Gründungsmitglied der International Mineralogical Association (IMA) und von 1958 bis 1970 Vorsitzender der Mineral Data Commission, ab 1982 stellvertretender Vorsitzender. Nach seiner Emeritierung wurde Strunz Kustos des Mineralogischen Museums in seiner Heimat.
Er trat zum 1. August 1935 der NSDAP bei und war seit 1933 SA-Mitglied (später NSKK). In Zürich war er bis 1937 Block- und Presseamtsleiter der NSDAP.

## Herausragende Leistungen
Karl Hugo Strunz entwickelte für Minerale auf der Grundlage ihrer chemischen Zusammensetzung und Kristallstruktur eine Mineralklassifikation, bestehend aus neun Mineralklassen (vormals und seit 2001 wieder zehn Mineralklassen), die erstmals 1941 erschien. Seit dieser Zeit wurden diese „Mineralogischen Tabellen“ ständig dem aktuellen Erkenntnisstand angepasst, in mehrere Sprachen übersetzt und sind mittlerweile Standardwerk für Mineralsystematiker.
Er entdeckte und beschrieb 14 neue Minerale wie beispielsweise Laueit, Hagendorfit, Chudobait, Fleischerit, Stranskiit, Liandradit und Petscheckit.

## Werke (Auszug)
Das bekannteste Werk von Strunz sind die Mineralogischen Tabellen, ein Gesamtwerk über die Klassifizierung der Mineralien auf kristallchemischer Grundlage mit einer Einführung in die Kristallchemie, das 1941 erstmals erschien. Die 4. Auflage wurde 1966 unter Mitwirkung von Christel Tennyson komplett überarbeitet und erweitert, bis zur 8. Auflage 1982 immer wieder aktualisiert und in mehrere Sprachen übersetzt. Die 9. Auflage erschien 2001 in englischer Sprache und unter Mitwirkung von Ernest H. Nickel mit dem Titel Mineralogical tables: chemical structural mineral classification system. Sie enthält etwa 4000 Minerale (darunter 3881 von der International Mineralogical Association anerkannte Minerale) sowie 9248 sonstige Bezeichnungen wie Handelsnamen oder bergmännische Bezeichnungen.
Ein weiteres wichtiges Standardwerk, Klockmanns Lehrbuch der Mineralogie (ISBN 3-432-82986-8), erfuhr durch Strunz in Zusammenarbeit mit Paul Ramdohr bis zur 16. Auflage 1978 eine völlige Überarbeitung und Neuherausgabe.
Bereits 1932 veröffentlichte Strunz mit Balthasar Gossner eine Untersuchung Über strukturelle Beziehungen zwischen Phosphaten (Triphylin) und Silikaten (Olivin) und über die chemische Zusammensetzung von Ardennit. Es folgte eine Beschreibung Über die Verwandtschaft der Silikate mit den Phosphaten und Arsenaten (1936) und über die Chemische Zusammensetzung und Struktur von Rhodizit und Jeremejewit (1939).
1947 brachte Strunz eine Geologische Übersichtstafel für Mitteleuropa (u. a.) heraus, die er 1948 noch einmal überarbeitete. Im gleichen Jahr bemühte er sich mit Struktur und Gestalt um eine leichtverständliche Einführung in die Kristallkunde.
Eine weitere Lagerstättenbeschreibung folgte 1953 mit Mineralien und Lagerstätten in Ostbayern.
1970 verfasste Strunz eine Abhandlung Von der Bergakademie zur Technischen Universität Berlin und fünf Jahre später Zur Mineralogie und Geologie der Oberpfalz.

## Ehrungen
1985 erhielt Hugo Strunz das Bundesverdienstkreuz 1. Klasse. Er war Ehrenmitglied von über zwanzig nationalen und internationalen wissenschaftlichen Gesellschaften und Akademien wie der Deutschen Mineralogischen Gesellschaft, der Mineralogical Society of America, der Mineralogical Society of England, der Gemmological Society of Japan und der Mineralogischen Gesellschaft der UdSSR. Seit 1995 war er Ehrenmitglied der Münchener Mineralienfreunde e. V.
Des Weiteren war Strunz einer der Senatoren der Deutschen Akademie der Naturforscher Leopoldina, der er ab 1968 angehörte, und Inhaber der Bořicky-Medaille der Karls-Universität Prag.
Die Minerale Strunzit, Ferristrunzit und Ferrostrunzit sind nach ihm benannt.